# Norwegian Air Sweden
Norwegian Air Sweden is een dochtermaatschappij van Norwegian, gevestigd in de Zweden hoofdstad Stockholm. Het is opgericht op 20 november 2018 en exploiteert Boeing 737 MAX 8 met regelmatige diensten vanaf Luchthaven Stockholm-Arlanda. Alle vliegtuigen zijn geregistreerd in Zweden.

## Vloot
De vloot van Norwegian Air Sweden bestond in November 2023 uit:
| Norwegian Air Sweden (LE) | Norwegian Air Sweden (LE) | Norwegian Air Sweden (LE) | Norwegian Air Sweden (LE) | Norwegian Air Sweden (LE) | Norwegian Air Sweden (LE) | Norwegian Air Sweden (LE) | Norwegian Air Sweden (LE) |
| Vliegtuigtype             | In Dienst                 | Bestellingen              | Passagiers                | Passagiers                | Passagiers                | Opmerkingen               |                           |
| Vliegtuigtype             | In Dienst                 | Bestellingen              | P                         | E                         | Totaal                    | Opmerkingen               |                           |
| ------------------------- | ------------------------- | ------------------------- | ------------------------- | ------------------------- | ------------------------- | ------------------------- | ------------------------- |
| Boeing 737-800            | 26                        | 0                         | –                         | 186                       | 186                       | –                         |                           |
| Boeing 737 MAX 8          | 13                        | 4                         | –                         | 189                       | 189                       |                           |                           |
| Totaal (LE)               | 39                        | 4                         |                           |                           |                           |                           |                           |